# Raja Maligas
Raja Maligas is een bestuurslaag in het regentschap Simalungun van de provincie Noord-Sumatra, Indonesië. Raja Maligas telt 1997 inwoners (volkstelling 2010).